# Fritz Schneider (entomolog)
Fritz Schneider (ur. 13 września 1911 w Wädenswil, zm. 9 września 1985 tamże) – szwajcarski entomolog, specjalizujący się w ochronie roślin.
Urodził się 13 września 1911 roku w Wädenswil w kantonie Zurych. Jego ojcem był entomolog Otto Schneider-Orelli. Studiował na Politechnice Federalnej w Zurychu, znanej wówczas jako Szwajcarska Szkoła Technologii. Doktoryzował się tam w 1940 roku pracą poświęconą pluskwiakom. Od 1942 do 1976 zatrudniony był w instytucie zajmującym się badaniami nad roślinami owocowymi, winoroślami i warzywami. Od 1961 roku zajmował tam stanowisko kierownika sekcji ochrony roślin. Od 1946 do 1975 roku był redaktorem czasopisma Mitteilungen der Schweizerischen Entomologischen Gesellschaf wydawanego przez Szwajcarskie Towarzystwo Entomologiczne. Zasiadał w międzynarodowych komitetach ochrony roślin. W Syrii pracował jako ekspert Organizacji Narodów Zjednoczonych do spraw Wyżywienia i Rolnictwa.